# Bertangles
Bertangles est une commune française située dans le département de la Somme en région Hauts-de-France.

## Géographie

### Localisation
Bertangles est un village picard de l'Amiénois.
Limitrophe de Villers-Bocage, la localité est située à 9 km au nord-est d'Ailly-sur-Somme, 9 km au nord d'Amiens, 17 km au nord-ouest de Corbie, 36 km au sud-est d'Abbeville et à 49 km au sud-ouest d'Arras à vol d'oiseau.
Le territoire de la commune est limitrophe avec ceux de six communes. 
Les communes limitrophes sont Argœuves, Flesselles, Montonvillers, Poulainville, Vaux-en-Amiénois et Villers-Bocage.

### Hydrographie
La commune est située dans le bassin Artois-Picardie. Elle n'est drainée par aucun cours d'eau.

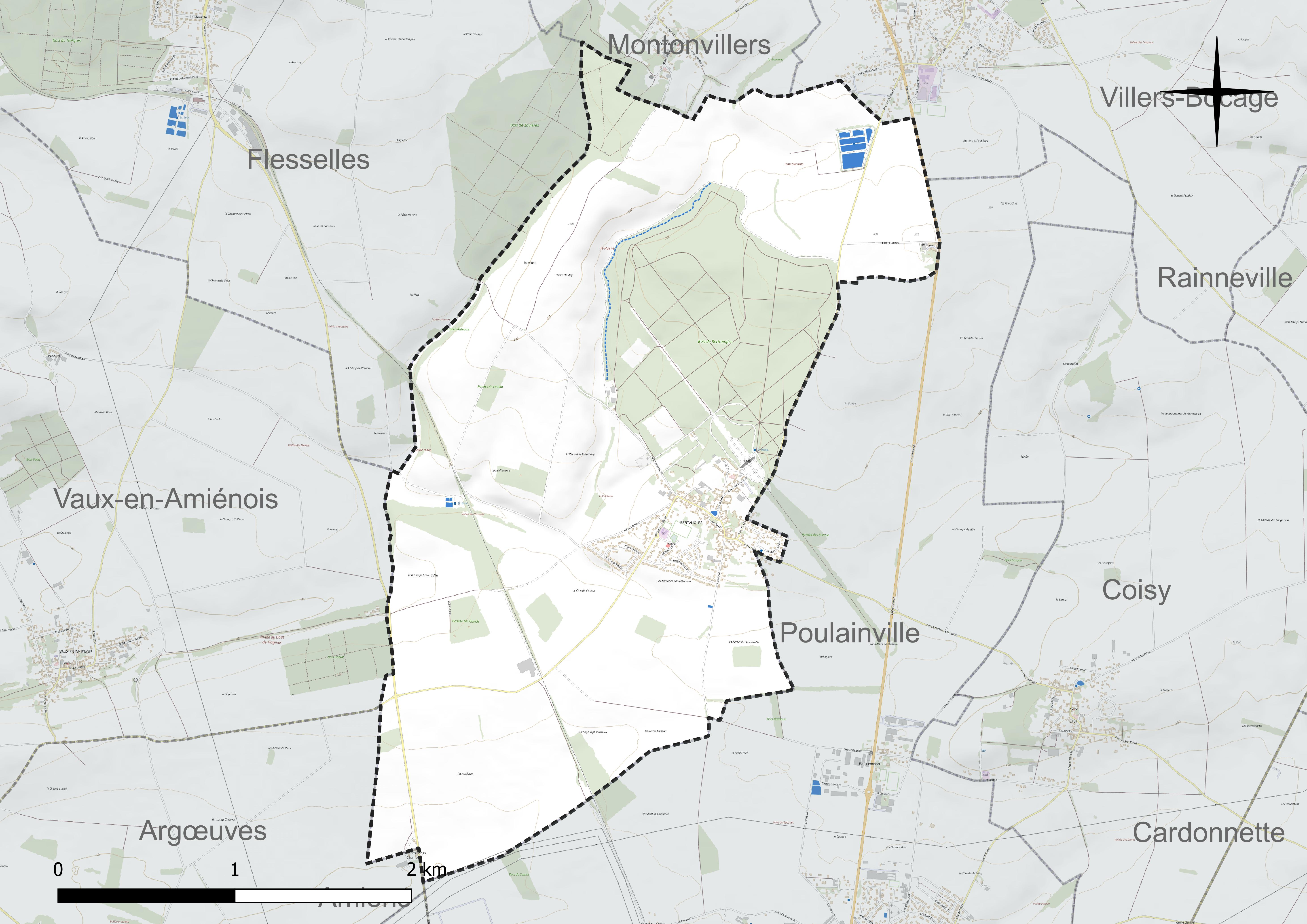
Réseau hydrographique de Bertangles.

### Climat
Pour des articles plus généraux, voir Climat des Hauts-de-France et Climat de la Somme.
En 2010, le climat de la commune est de type climat océanique dégradé des plaines du Centre et du Nord, selon une étude du CNRS s'appuyant sur une série de données couvrant la période 1971-2000. En 2020, Météo-France publie une typologie des climats de la France métropolitaine dans laquelle la commune est exposée à un climat océanique et est dans une zone de transition entre les régions climatiques « Nord-est du bassin Parisien » et « Côtes de la Manche orientale ».
Pour la période 1971-2000, la température annuelle moyenne est de 10,2 °C, avec une amplitude thermique annuelle de 13,8 °C. Le cumul annuel moyen de précipitations est de 760 mm, avec 11,9 jours de précipitations en janvier et 8,5 jours en juillet. Pour la période 1991-2020, la température moyenne annuelle observée sur la station météorologique la plus proche, située sur la commune de Glisy à 12 km à vol d'oiseau, est de 11,1 °C et le cumul annuel moyen de précipitations est de 646,6 mm,. Pour l'avenir, les paramètres climatiques de la commune estimés pour 2050 selon différents scénarios d'émission de gaz à effet de serre sont consultables sur un site dédié publié par Météo-France en novembre 2022.

## Urbanisme

### Typologie
Au 1er janvier 2024, Bertangles est catégorisée commune rurale à habitat dispersé, selon la nouvelle grille communale de densité à sept niveaux définie par l'Insee en 2022.
Elle est située hors unité urbaine. Par ailleurs la commune fait partie de l'aire d'attraction d'Amiens, dont elle est une commune de la couronne,. Cette aire, qui regroupe 369 communes, est catégorisée dans les aires de 200 000 à moins de 700 000 habitants,.

### Occupation des sols

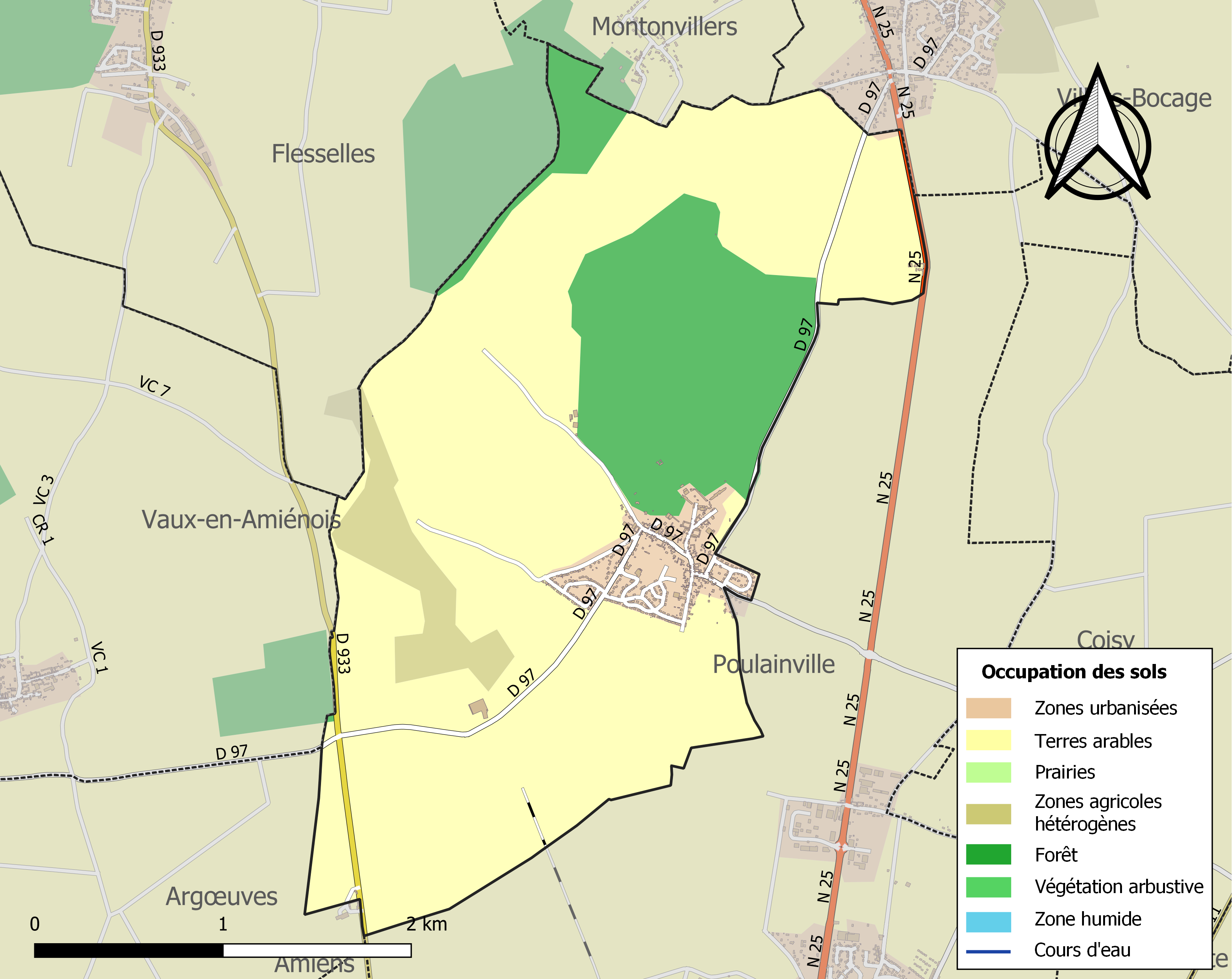
Carte des infrastructures et de l'occupation des sols de la commune en 2018 (CLC).

L'occupation des sols de la commune, telle qu'elle ressort de la base de données européenne d'occupation biophysique des sols Corine Land Cover (CLC), est marquée par l'importance des territoires agricoles (74,9 % en 2018), en diminution par rapport à 1990 (76,1 %). La répartition détaillée en 2018 est la suivante : 
terres arables (70,2 %), forêts (20,2 %), zones urbanisées (4,9 %), zones agricoles hétérogènes (4,7 %). L'évolution de l'occupation des sols de la commune et de ses infrastructures peut être observée sur les différentes représentations cartographiques du territoire : la carte de Cassini (XVIIIe siècle), la carte d'état-major (1820-1866) et les cartes ou photos aériennes de l'IGN pour la période actuelle (1950 à aujourd'hui).

### Voies de communications et transports
Bertangles est accessible par la route nationale 25 et la RD 97..
En 2025, elle est desservie par la ligne 12 du réseau Ametis du lundi au samedi (hors jours fériés).

## Toponymie
Le nom de la localité est attesté sous les formes Bagusta (662.) ; Baretangra (1147.) ; Baratangla (1160.) ; Bartangla (1163.) ; Baretangla (1164.) ; Baretangre (1174.) ; Bartangles (1186.) ; Baretangle (1196.) ; Bartangle (1196.) ; Bartangue (1256.) ; Barthengle (1257.) ; Bertengles (1339.) ; Bertangles (1339.) ; Bertangle (1445.) ; Bretangle (1445.) ; Berthanges (1561.) ; Bertrange (1579.) ; Berthangle (xvie siècle.) ; Bertanghe (1657.) ; Bertangue (1696.) ; Bertrangle (1761.) ; Betangles (1764.) ; Bertrangles (1787.).

## Histoire

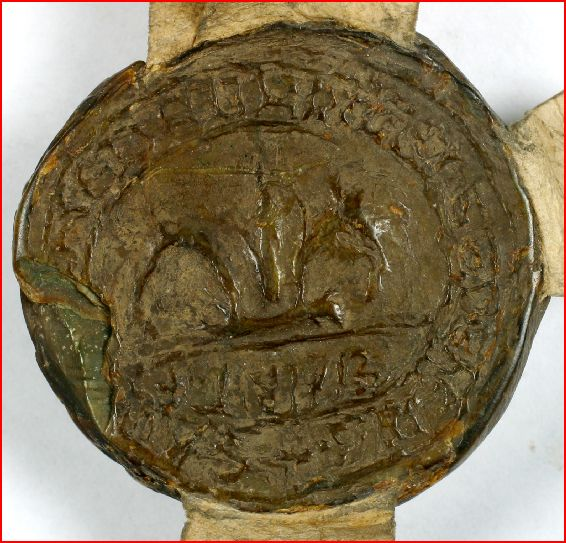
Sceau de Wales de Bertangles, 1292.

## Politique et administration
| Période                                  | Période                       | Identité                                                       | Étiquette     | Qualité |
| ---------------------------------------- | ----------------------------- | -------------------------------------------------------------- | ------------- | --- |
| Les données manquantes sont à compléter. |                               |                                                                |               | |
| 1935                                     | 1940                          | François de Clermont-Tonnerre                                  | PAPF puis PRP | Propriétaire du château de Bertangles, exploitant agricole Vice-président de l'Union des syndicats agricoles de la Somme Secrétaire général de l'Association syndicale betteravière de la Somme Député de la Somme (1936 → 1942) |
| Les données manquantes sont à compléter. |                               |                                                                |               | |
| 1945                                     | 1959                          | François de Clermont-Tonnerre dit Talllard (nom de résistance) |               | Exploitant agricole, résistant, chevalier de la Légion d'honneur Adjoint au commandant du débarquement allié en Afrique du Nord                                                                                                  |
| Les données manquantes sont à compléter. |                               |                                                                |               | |
| mars 1977                                | En cours (au 24 juillet 2020) | Joseph Debart                                                  |               | Vice-président de la CA Amiens Métropole (2014 → 2020) Réélu pour le mandat 2020-2026, |

## Démographie
L'évolution du nombre d'habitants est connue à travers les recensements de la population effectués dans la commune depuis 1793. Pour les communes de moins de 10 000 habitants, une enquête de recensement portant sur toute la population est réalisée tous les cinq ans, les populations de référence des années intermédiaires étant quant à elles estimées par interpolation ou extrapolation. Pour la commune, le premier recensement exhaustif entrant dans le cadre du nouveau dispositif a été réalisé en 2008.

En 2022, la commune comptait 797 habitants, en évolution de +33,28 % par rapport à 2016 (Somme : −1,26 %, France hors Mayotte : +2,11 %).
| 1793 | 1800 | 1806 | 1821 | 1831 | 1836 | 1841 | 1846 | 1851 |
| ---- | ---- | ---- | ---- | ---- | ---- | ---- | ---- | ---- |
| 375  | 391  | 428  | 432  | 440  | 507  | 547  | 598  | 600  |

| 1856 | 1861 | 1866 | 1872 | 1876 | 1881 | 1886 | 1891 | 1896 |
| ---- | ---- | ---- | ---- | ---- | ---- | ---- | ---- | ---- |
| 592  | 606  | 562  | 539  | 513  | 495  | 428  | 436  | 394  |

| 1901 | 1906 | 1911 | 1921 | 1926 | 1931 | 1936 | 1946 | 1954 |
| ---- | ---- | ---- | ---- | ---- | ---- | ---- | ---- | ---- |
| 358  | 350  | 302  | 256  | 255  | 237  | 242  | 227  | 279  |

| 1962 | 1968 | 1975 | 1982 | 1990 | 1999 | 2006 | 2008 | 2013 |
| ---- | ---- | ---- | ---- | ---- | ---- | ---- | ---- | ---- |
| 284  | 287  | 387  | 646  | 700  | 654  | 610  | 598  | 582  |

| 2018 | 2022 | - | - | - | - | - | - | - |
| ---- | ---- | - | - | - | - | - | - | - |
| 656  | 797  | - | - | - | - | - | - | - |

## Culture locale et patrimoine

### Lieux et monuments
- Château de Clermont-Tonnerre (XVIIIe siècle), également connu sous le nom de château de Bertangles. Construit par Louis-Joseph de Clermont-Tonnerre de 1730 à 1734, pour remplacer l'ancien édifice du Moyen Âge. Il est reconstruit une première fois au début du XVIe siècle. Il fut restauré après avoir été incendié par les Espagnols en 1597. Il ne reste que le portail datant de 1625 et donnant accès à la ferme, à l'ouest.
En août 1930, un incendie en détruit l'intérieur et en particulier les boiseries, qui furent refaites à l'identique dans les années qui suivirent. L'escalier et sa rampe en fer forgé avaient été préservés.
De la route d'Amiens à Villers-Bocage, une allée d'arbres centenaires mène à la grille d'honneur du château, véritable chef-d'œuvre du maître ferronnier Jean Veyren, surnommé « Vivarais » (par ailleurs créateur des grilles entourant le chœur de Notre-Dame d'Amiens).

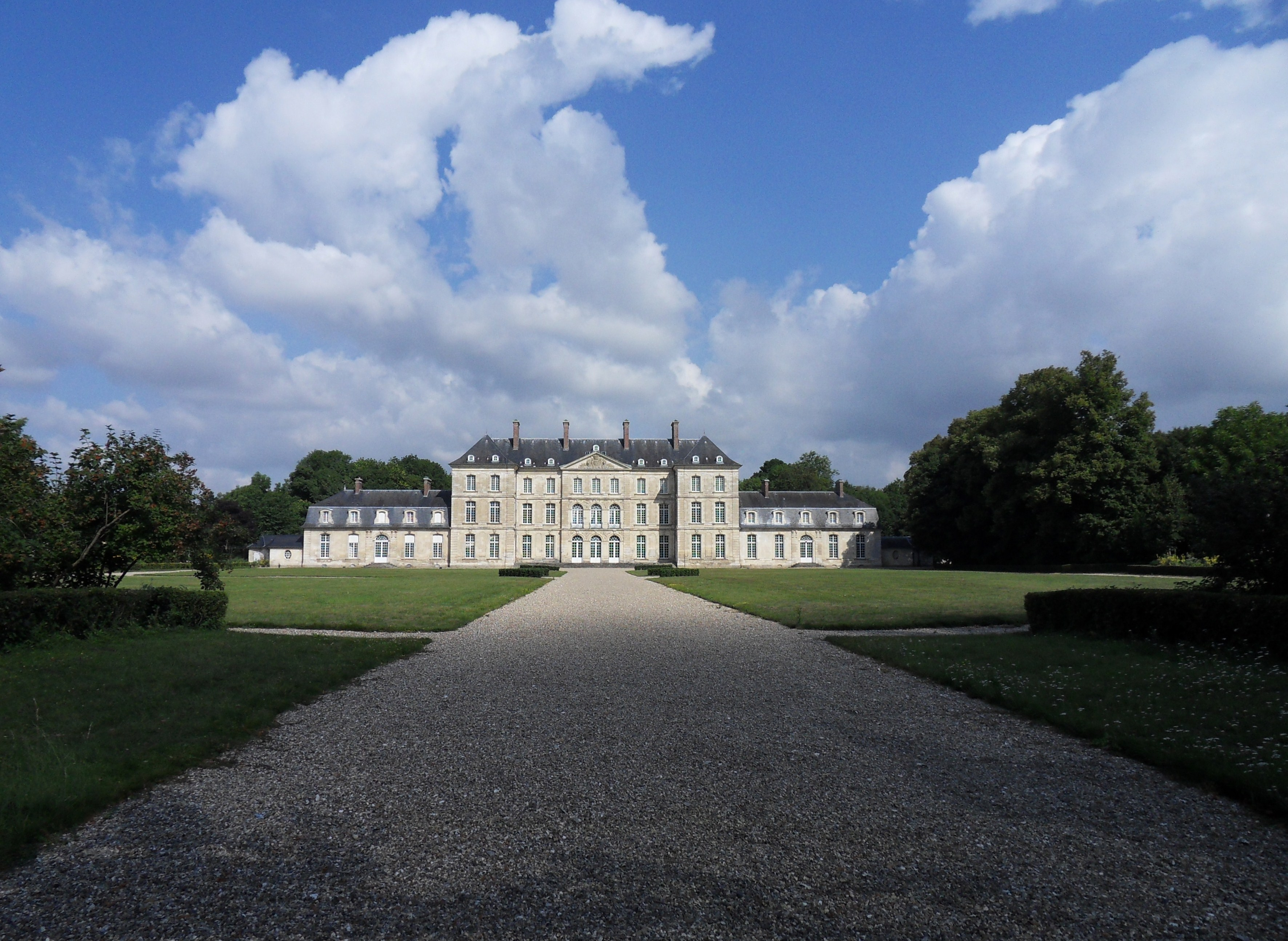
Le château de Bertangles.
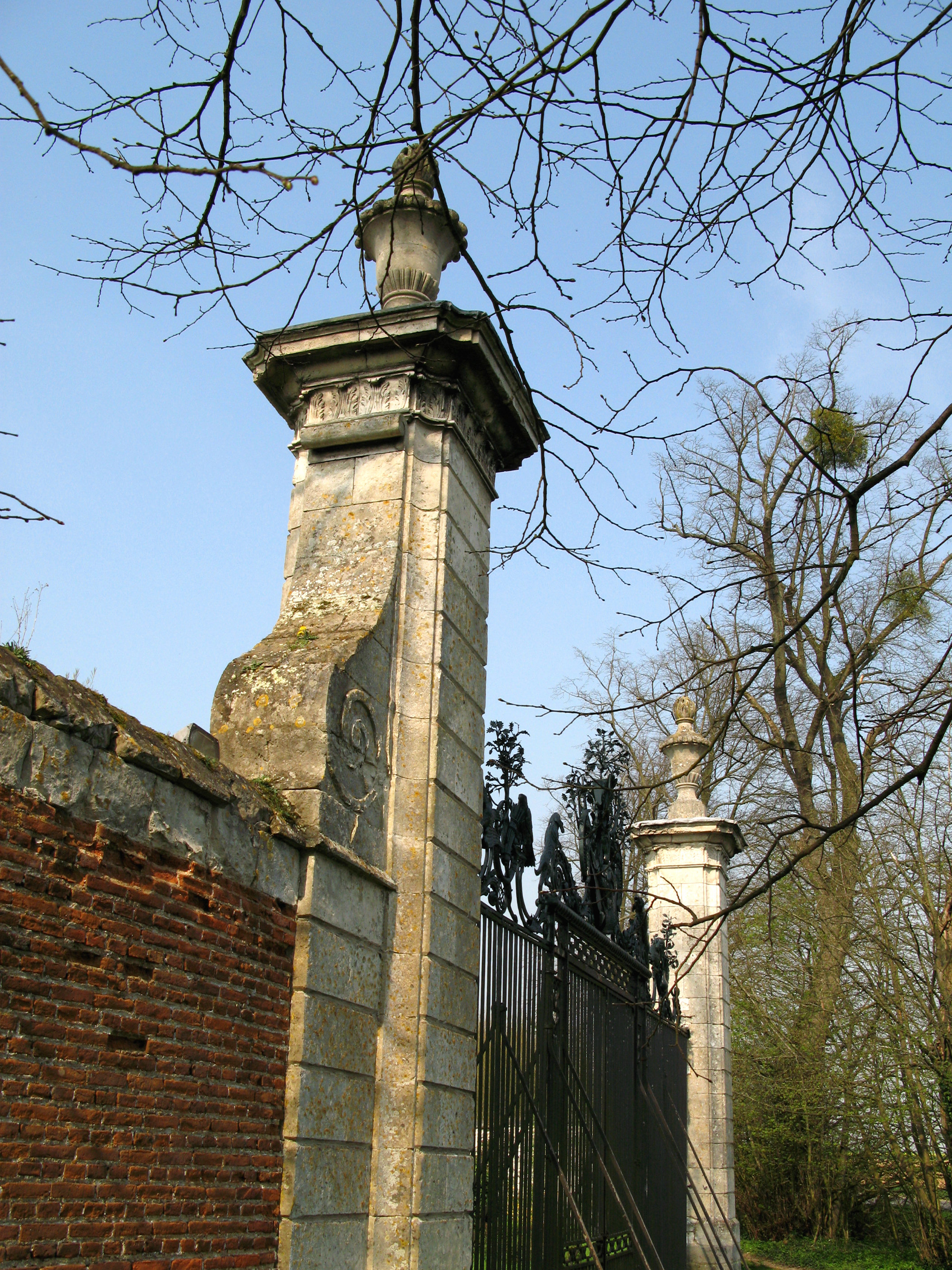
Piliers insérant la grille d'honneur.
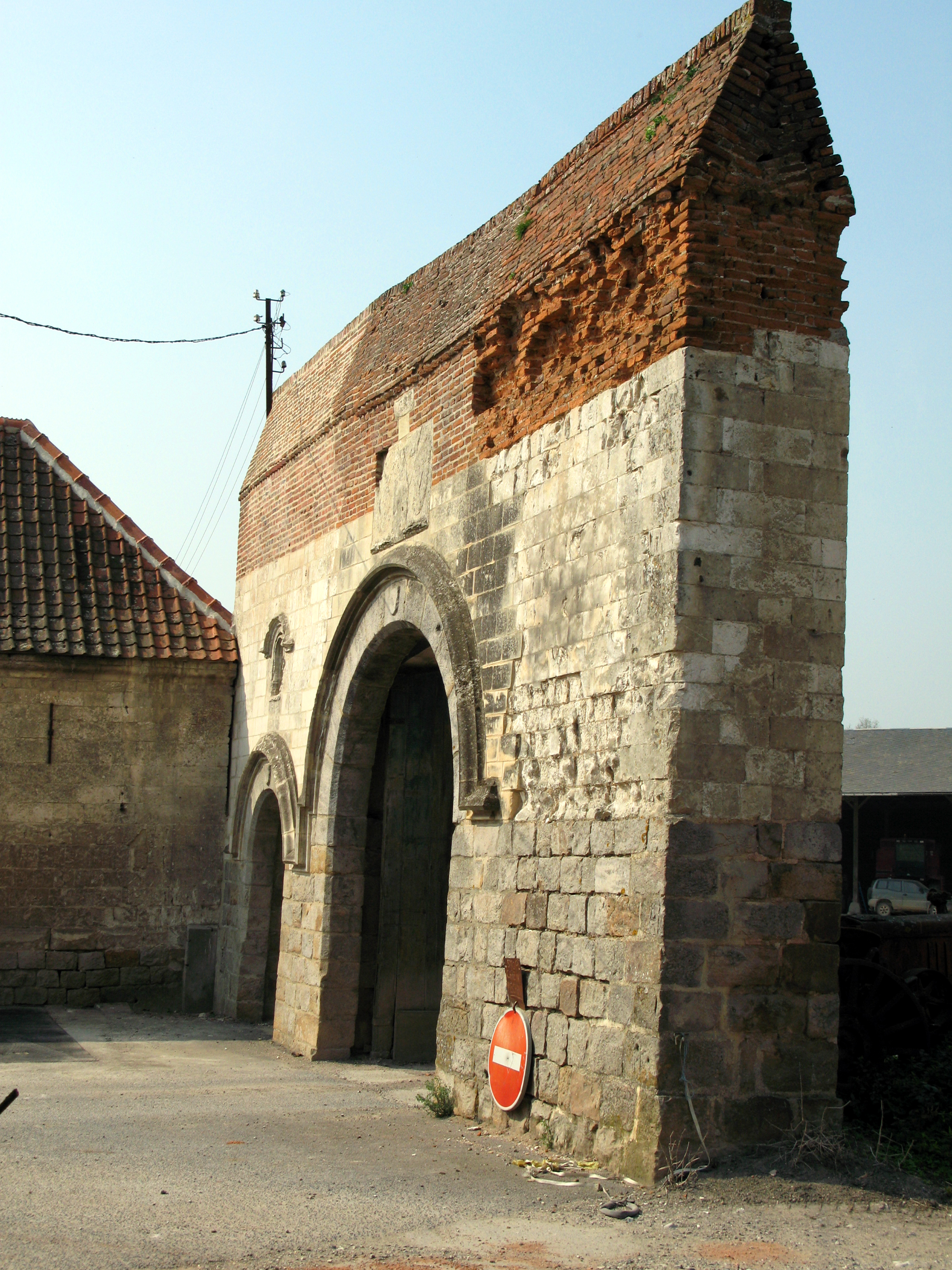
Portail (du château disparu), aujourd'hui entrée de ferme.
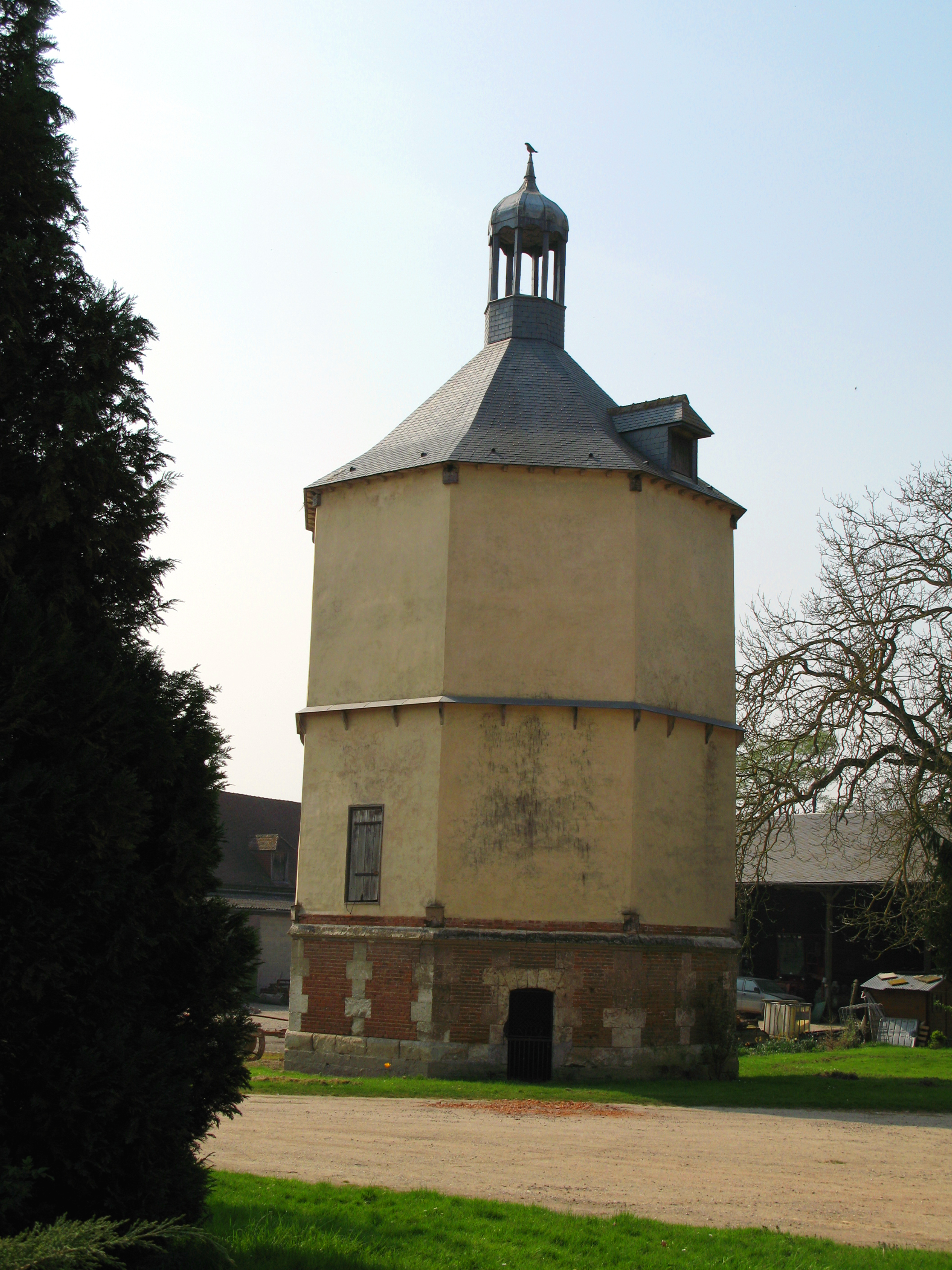
Colombier de la ferme du château.
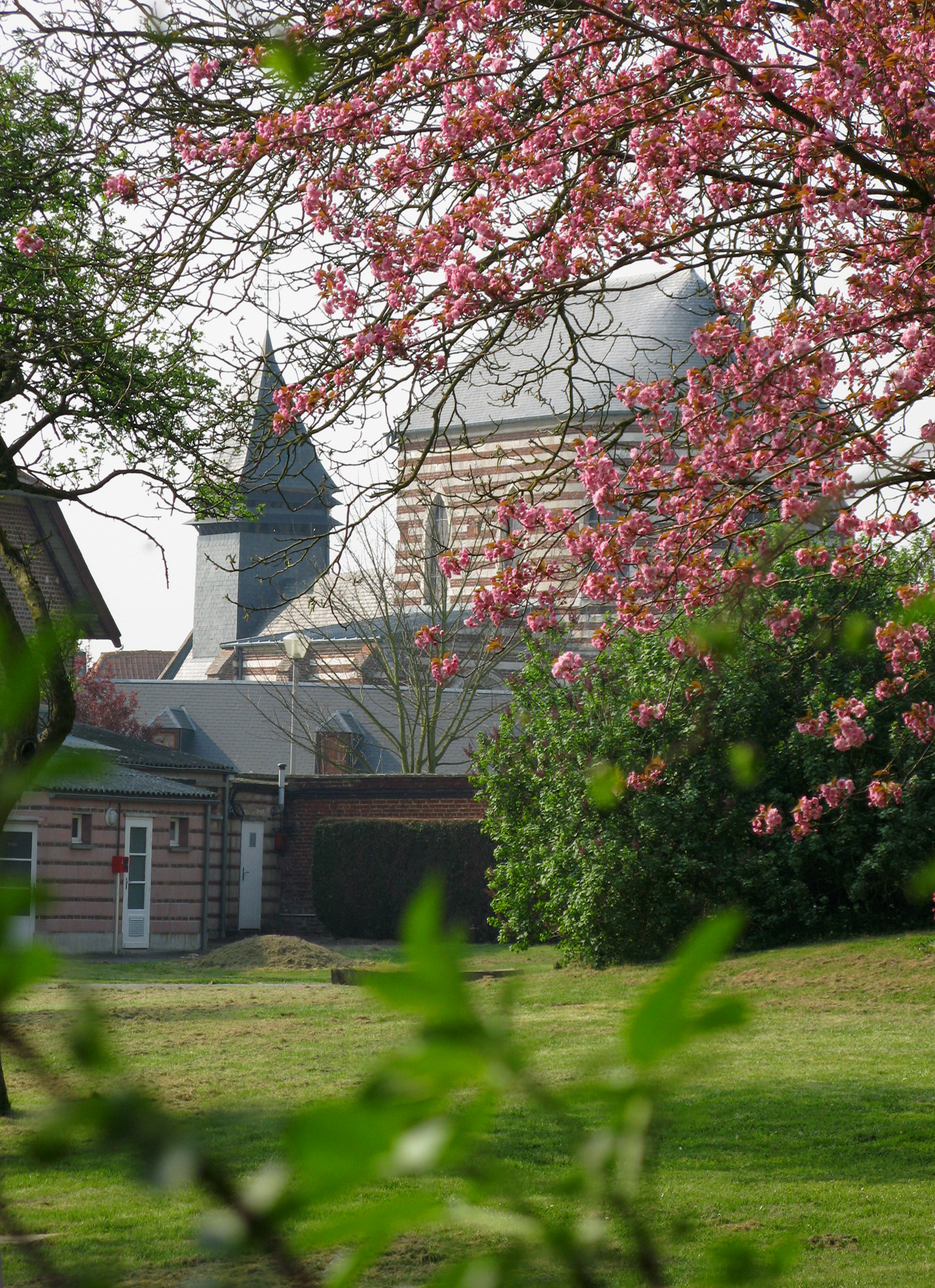
Église.

- Église Saint-Vincent : le chœur date du XIXe siècle, la nef est voûtée de bois, des clefs de voûte sont décorées aux armes de la famille de Glisy, dans les chapelles latérales, épitaphes des XVIIe et XVIIIe siècles.
- Bois du Coup de Tonnerre, stèle à la mémoire de sept résistants exécutés :
  - André Foucart, originaire de Corbie (Somme) ;
  - Lucien Orsy, originaire d'Hombleux hameau de Canisy (Somme) ;
  - Jean-Marie Murachioli, originaire de Bastia (Haute-Corse) ;
  - André Pagnoux, originaire de Mers-les-Bains (Somme) ;
  - René Pelletier, originaire de Canisy (Manche) ;
  - Camille Racine, originaire de Saint-Blimont (Somme) ;
  - Jacques Ronaldo, originaire d'Antibes (Alpes-Maritimes).

### Héraldique
| Blason de Bertangles | Blason  | De gueules à cinq tourelles d'or posées en orle.                                                                           |
| Blason de Bertangles | Détails | Est attribué à la commune le blason de la famille De Bertangles, seigneurs du lieu. Le statut officiel reste à déterminer. |

### Personnalités liées à la commune
- Manfred von Richthofen, le célèbre « Baron Rouge », l'as des as de l'aviation allemande, fut enterré le 22 avril 1918 dans le cimetière du village (en entrant tout de suite à gauche contre la haie/témoignage vers 1977, d'un homme de Bertangles qui alors enfant avait suivi la cérémonie, puis trois ans plus tard l'exhumation racontée avec force détails, alors qu'il était transféré au cimetière militaire allemand à Fricourt, près d'Albert (80), tombe no 5309. Note N. Nalywaïko d'Abbeville). Des soldats australiens lui rendirent tous les honneurs militaires dus à son rang. Il fut inhumé non loin du lieu où son avion s'était posé. En 1925, il fut transporté une seconde fois et inhumé à Berlin en grande pompe. En 1975, à la demande des membres de sa famille, sa dépouille fut transférée au cimetière sud de Wiesbaden, en Allemagne. Son cercueil fut placé dans le caveau familial auprès de ses frères, de sa mère et sa grand-mère.
- Général Sir John Monash, commandant en chef des forces australiennes durant la Première Guerre mondiale, dont le quartier général était basé au château de Bertangles.

## Pour approfondir